# John McAlle
John McAlle (født 31. januar 1950 i Liverpool, England) er en engelsk tidligere fodboldspiller (midterforsvarer).
McAlle spillede størstedelen af sin karriere hos Wolverhampton Wanderers, som han over en periode på hele 14 år repræsenterede i mere end 500 ligakampe. Han havde også ophold hos henholdsvis Sheffield United og Derby County, inden han stoppede sin karriere i 1984.
Hos Wolverhampton var McAlle med til at vinde to udgaver af den engelske Liga Cup, i henholdsvis 1974 efter finalesejr over Manchester City og i 1980 hvor Nottingham Forest blev besejret i finalen.

## Titler
Football League Cup
- 1974 og 1980 med Wolverhampton Wanderers